# Shunji Iwai
Shunji Iwai (岩井俊二 Iwai Shunji'?,  nacido el 24 de enero de 1963 en Sendai, Japón, prefectura de Miyagi), es un director de cine/video, guionista y documentalista japonés.
Iwai estudió en la Universidad Nacional de Yokohama, graduándose en 1987. En 1988 se inició en la industria de entretenimiento japonesa dirigiendo dramas de TV y videos musicales. Luego, en 1993, su drama de TV Fireworks, obtuvo muy buena crítica y recibió un premio de la Asociación de Directores Japoneses por su retrato de un grupo de niños de la ciudad de Iioka.  
En 1995 comenzó su carrera en el cine con Carta de amor.
En 1996 vino el éxito comercial y crítico con Swallowtail Butterfly, una historia multifacética ambientada en la ficticia Ciudad de Yen, una ciudad de inmigrantes en busca de esperanza y una mejor vida, con tres personajes principales: Ageha (Ayumi Ito), una adolescente huérfana, Glico (Chara), una prostituta convertida en estrella pop, y Feihong (Hiroshi Mikami), un inmigrante que maneja la carrera de Glico y que es dueño del club de Ciudad de Yen.
Iwai consiguió además otro tipo de éxito con esta película al hacer equipo con Takeshi Kobayashi para crear la música de la película y la Banda de Ciudad de Yen (Yen Town Band), encabezada por la estrella pop Chara.  La banda que crearon se convirtió en un éxito comercial en Japón. Luego volverían a juntarse con Kobayashi en 2001 para el drama colegial Todo Sobre Lily Chou-Chou. Kobayashi creó la música para la estrella pop Lily Chou-Chou (cuya voz corresponde a la cantante japonesa Salyu), que se oye a lo largo de la película (al igual la música de Debussy), y luego se lanzó como un álbum titulado Kokyu (Respirar). 
En 2002, Iwai rodó un cortometraje, ARITA, en el que compuso la música por primera vez. En 2004 Iwai liberó Hana y Alice (Hana to Alice), su primera comedia. Una vez más la música de la película fue compuesta por él.
Su siguiente proyecto, una pieza que escribió sobre la escena Rock india de mediados de los noventa llamada Bandage está planificada para ser liberada a finales de 2006. Está dirigida por Ryuhei Kitamura, de Azumi. Si bien ha llamado la atención que Iwai no dirija su propio guion, no se sabe aún la razón. Él dirigió recientemente un comercial en Japón en el que aparece Matsu Takako, con quien no había trabajado desde 1998 en Historia de Abril.
En octubre de 2006 aparece en Japón una película producida por Iwai llamada Niji no Megami (La Canción del Arcoíris). Esta película está dirigida por Naoto Kumazawa y fue escrita por Ami Sakurai. Está protagonizada por actores que habían trabajado con Iwai anteriormente, como Hayato Ichihara, Yu Aoi y Shoko Aida.

## Filmografía
1. Bandage (2010) (como productor y escritor; bajo el nombre de Aminosan)
2. Niji no Megami (La canción del Arcoiris) (2006) (como productor)
3. Hana to Alice (Hana y Alice) (2004)
4. 六月の勝利の歌を忘れない (2002)
5. Jam Films (2002) - segmento "ARITA"
6. Rirī Shushu no Subete (Todo Sobre Lily Chou-Chou) (2001)
7. Los niños que querían ver los fuegos de artificio desde otra perspectiva (1999)
8. April Story (1998)
9. Takako Matsu: película -Un Espejo en el Aire- (1997)
10. Moon Riders: Knit Cap Man (1996)
11. Suwarōteiru (Swallowtail Butterfly) (1996)
12. Picnic (1996)
13. Love Letter (1995)
14. Lunatic Love (1994)
15. Undo (1994)
16. The Snow King (1993)
17. Fried Dragon Fish (1993)
18. Fireworks, Should We See It from the Side or the Bottom? (1993) - (Abrev.: Fireworks)
19. Omelette (1992)
20. A Summer Solstice Story (1992)
21. A Tin of Crab Meat (1992)
22. Maria (1992)
23. Ghost Soup (1992)
24. The Man Who Came to Kill (1991)
25. Unknown Child (1991)

## Premios
Hana to Alice (Hana y Alice)
- Mejor Actriz: Yū Aoi, 2005 - Premio de Cine Profesional Japonés

Todo Sobre Lily Chou-Chou
- 2002 - Festival Internacional de Berlín: Premio Panorama C.I.C.A.E.
- 2002 - The 6th Shanghai International Film Festival: Special Jury Award / Best Music.

Historia de Abril
- 1998 - Pusan International Film Festival, Premio de Audiencia.

Swallowtail Butterfly
- 1998 - Fant-Asia Film Festival, Best Asian Film.

Love Letter
- Montreal Film Festival Premio de Audiencia.
- 20th Houchi Cinema Award: Mejor Director.
- 8th Nikkan Sports Movie Award: Best New Comer.
- 69th Kinema Junpo Best 10: Reader's poll for Directors.
- 50th Mainichi Movie Competition: Mejor Película Japonesa.
- 17th Yokohama Film Festival: Production Award, Director Award.
- 21st Osaka Film Festival: Production Award, Best New Director.
- 19th Academy Award in Japan: Best Production.
- 6th ACA Film Award: Best Film Production.
- 46th Arts Recommendations: New Comer Award from the Ministry of Culture.
- 10th Takasaki Film Festival: Grand Prix of young directors.

PiCNiC
- 1996 - Berlin International Film Festival, Forum of new cinema Prize of the Readers of the Berliner Zeitung.

Undo
- 1995 - Berlin International Film Festival, Forum of new cinema, Netpac Award.

Fireworks
- 1993 - Japanese Film Directors Association, Best New Comer Award.

Unknown Child
- 1991 - Galaxy Award, Dranma dos Award.